# Reyniès
Reyniès (okzitanisch: Reinièrs) ist eine französische Gemeinde mit 878 Einwohnern (Stand: 1. Januar 2022) im Département Tarn-et-Garonne in der Region Okzitanien. Sie gehört zum Arrondissement Montauban und zum Kanton Tarn-Tescou-Quercy vert. Die Einwohner werden Reyniésiens und Reyniésiennes genannt.

## Geographie
Reyniès liegt in der ehemaligen Provinz Quercy etwa elf Kilometer südsüdöstlich von Montauban am Tarn, der die südliche Gemeindegrenze bildet. Das Gemeindegebiet gehört zum Einzugsgebiet der Garonne und wird darüber hinaus vom Ruisseau de Guitardio und verschiedenen anderen kleinen Wasserläufen entwässert.
Ein Teil des Gemeindegebiets am Tarn gehört zum Naturschutzgebiet „Vallées du Tarn, de l’Aveyron, du Viaur, de l’Agout et du Gijou“ im Rahmen des Natura 2000-Netzwerks.
Umgeben wird Reyniès von den Nachbargemeinden Saint-Nauphary im Norden und Nordosten, Villebrumier im Osten, Nohic im Süden und Südosten, Orgueil im Süden sowie Corbarieu im Westen und Nordwesten.

## Bevölkerungsentwicklung
| Jahr                       | 1962 | 1968 | 1975 | 1982 | 1990 | 1999 | 2006 | 2018 |
| Einwohner                  | 664  | 766  | 709  | 710  | 760  | 816  | 821  | 861  |
| Quellen: Cassini und INSEE |      |      |      |      |      |      |      |      |

## Sehenswürdigkeiten
- Das Schloss Reyniès gehörte im 13. Jahrhundert der Familie Bruniquel und im 16. Jahrhundert der Familie Latour. Das ursprüngliche Schloss wurde kurz nach 1622 vom Herzog von Vendôme zerstört, das heutige Gebäude wurde danach auf seinen alten Fundamenten wieder aufgebaut. Trotz des feudalistischen Aussehens seiner drei Türme handelt es sich bei dem Schloss um ein Herrenhaus im Stil Ludwig XIII. mit einigen Umbauten aus dem 18. Jahrhundert. Der Bau besteht aus unverputzten Terrakottaziegeln mit einigen dekorativen Steinelementen. Die gotische Kapelle wurde im 19. Jahrhundert umgebaut. Fassaden und Dächer des Schlosses sind seit 1974 als Monument historique eingeschrieben.
- Kirche Sainte-Anne
- Kapelle Saint-Martin

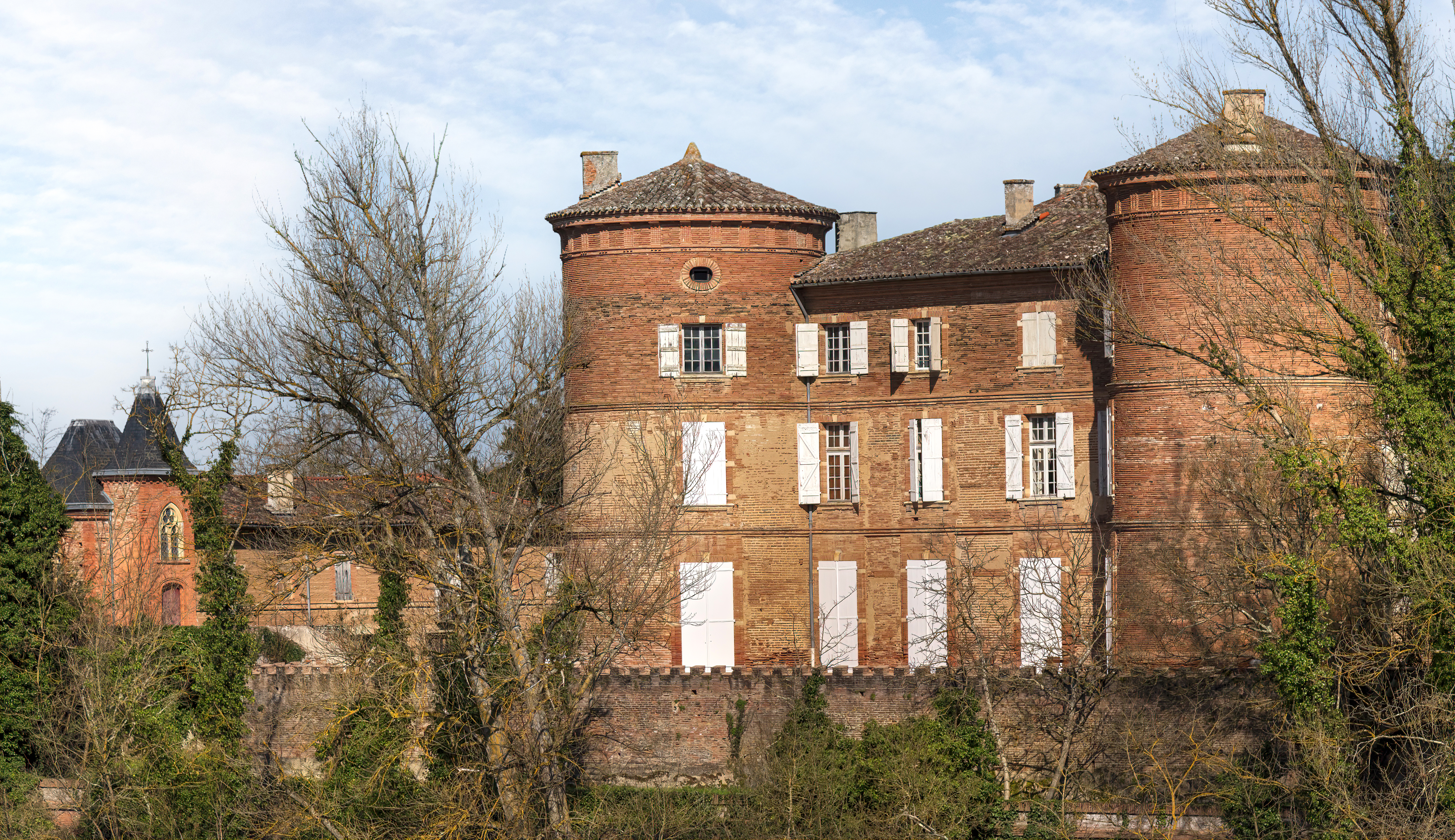
Schloss Reyniès
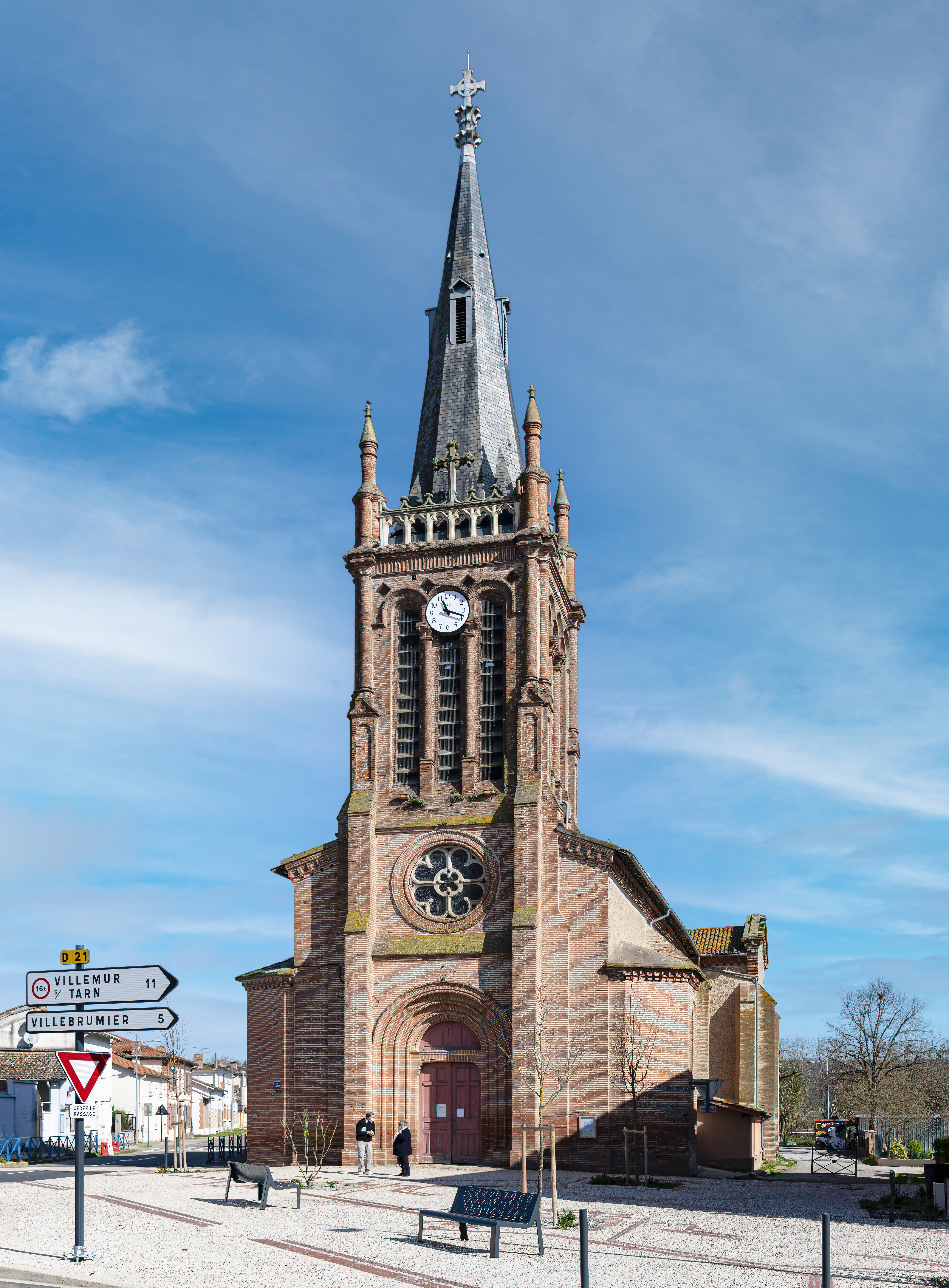
Kirche Sainte-Anne